# Forêts humides du Sud-Ouest de l'Amazonie
Localisation
Les forêts humides du Sud-Ouest de l'Amazonie forment une écorégion terrestre définie par le Fonds mondial pour la nature (WWF), qui appartient au biome des forêts de feuillus humides tropicales et subtropicales de l'écozone néotropicale. Elle recouvre une zone très étendue du cours supérieur de l'Amazone et comprend quatre bassins versants : le bassin du Pastaza-Marañón et celui de l'Ucayali, au Pérou, qui sont des affluents directs du grand fleuve ; et les systèmes du río Acre et du Madre de Dios-Beni, en Bolivie, qui drainent les fleuves Juruá, Purus et Madeira, lesquels se jettent ensuite dans l'Amazone bien en aval, au Brésil.

## Faune endémique
- Amphibiens
  - Bufo castaneoticus
  - Dendrobates biolat
  - Epipedobates macero
  - Hyla allenorum
  - Osteocephalus pearsoni
  - Scinax icterica
  - Scinax pedromedinae
  - Eleutherodactylus buccinator
  - Leptodactylus didymus
  - Altigius alios
  - Eleutherodactylus skydmainos
  - Epipedobates simulans
  - Hyla walfordi
  - Scinax parkeri
  - Caecilia marcusi
- Reptiles
  - Apostolepis nigroterminata
  - Apostolepis tenuis
  - Atractus nigricaudus
  - Helicops yacu
  - Anolis dissimilis
  - Anolis scapularis
  - Stenocercus scapularis
  - Mabuya nigropalmata
  - Bothrops sanctaecrucis
  - Neusticurus ocellatus
  - Neusticurus juruazensis
- Oiseaux
  - Simoxenops striatus (en)
  - Percnostola lophotes (en)
  - Myrmeciza goeldii (en)
  - Formicarius rufifrons
  - Grallaria eludens
  - Conioptilon mcilhennyi (en)
  - Todirostrum pulchellum (en)
  - Lophotriccus eulophotes
  - Thryothorus griseus (en)
  - Cacicus koepckeae
  - Eubucco tucinkae
  - Picumnus subtilis
  - Nannopsittaca dachilleae
- Mammifères
  - Micronycteris matses (en)
  - Neusticomys peruviensis (en)
  - Scolomys ucayalensis (en)